# Phillip Alford
Phillip Alford (Gadsden, 11 settembre 1948) è un attore statunitense, conosciuto soprattutto per il ruolo di Jem Finch nel film Il buio oltre la siepe, che è anche il suo primo ruolo risalente all'età di 13 anni.

## Filmografia
- Il buio oltre la siepe (To Kill a Mockingbird), regia di Robert Mulligan (1962)
- The Lloyd Bridges Show, serie TV (1963)
- Disneyland, serie TV (1964)
- Shenandoah - La valle dell'onore (Shenandoah), regia di Andrew V. McLaglen (1965)
- CBS Playhouse, serie TV (1969)
- Il virginiano (The Virginian) – serie TV, episodio 8x19 (1970)
- The Intruders, film TV (1970)
- Fair Play, film TV (1972)

## Doppiatori italiani
- Flaminia Jandolo in Il buio oltre la siepe
- Massimo Giuliani in Shenandoah - La valle dell'onore